# Keden (Pedan)
Keden is een bestuurslaag in het regentschap Klaten van de provincie Midden-Java, Indonesië. Keden telt 4105 inwoners (volkstelling 2010).